# Нарваэс, Рамон Мария
Рамо́н Мари́я Нарва́эс-и-Ка́мпос, 1-й герцог де Валенсия (с 1847 года) (исп. Don Ramón María de Narváez y Campos, 1. Duque de Valencia; 5 августа 1800, Лоха — 23 апреля 1868, Мадрид) — испанский государственный деятель, генерал с 1836 года.

## Биография
Военную карьеру начал в 1815 году в полку Валлонской гвардии. Во время Либерального трехлетия поддерживал либералов. Участвовал в подавлении абсолютистского восстания Королевской гвардии в Мадриде в июле 1822 г. Впоследствии принимал участие под командованием Франсиско Эспози-и-Мины в Каталонии в кампании против монархистов Уржеля, во время которой проявил себя в захвате и уничтожении Кастельфольит-де-Риубрегос и окончательном взятии 3 февраля 1823 года Сео-де-Уржеля. Участвовал в боях против французского экспедиционного корпуса герцога Ангулемского и попал в плен в июне 1823 года. Переведенный во Францию, он содержался в тюрьмах до 2 июня 1824 года, когда Фердинанд VII опубликовал указ, который амнистировал заключенных за их поддержку либерального режима.
Последующие девять лет Нарваэс провел в своем имении в Лохе, занимаясь хозяйством. Он сумел поправить свои финансовое положение, добившись ежегодной ренты в 18 000 реалов.
Дон Рамон в 1830-х годах участвовал в военных действиях против карлистов (представлявших клерикально-абсолютистское течение), где и отличился в битвах при Эль-Карраскале в декабре 1834 года и позже, в июле В 1835 году в сражении при Мендигоррии, получив звание полковника. В январе 1836 года он проявил себя в битве при Арлабане, в которой был ранен, после чего был повышен до бригадного генерала.
В мае 1836 года он был назначен в армию Центра, где он участвовал в некоторых операциях в Бахо-Арагон, где он встретился и победил Рамона Кабреру в Поблете де Морелла. После непродолжительного возвращения на Северный фронт, где он участвовал в битве при Монтеджурре, затем ему было поручено преследование Гомесской экспедиции, состоявшей из около 2700 пехотинцев и 180 кавалеристов во главе с генералом-карлистом Мигелем Гомесом Дамасом, который действовал на части Пиренейского полуострова, пытаясь оказать поддержку дону Карлосу. Силы Нарваэса и Гомеса столкнулись в бою при Сьерра-де-Аснар, сражение закончилось победой либеральной армии, которая однако не смогла полностью уничтожить войска карлистов из-за неподчинения частей под командованием генерала Исидро Алайса Фабрегаса, что привело к конфронтации Нарваеса с ним и генералом Бальдомеро Эспартеро, его главным защитником.
После периода бездействия, вызванного его конфронтацией с правительством Хосе Мария Калатравы, в сентябре 1837 года ему было поручено организовать и командовать резервной армией в Андалусии, во главе которой он провёл более года, ликвидируя различные группы партизан-карлистов в Ла-Манче, одержав много побед над некоторыми главными лидерами карлизма в регионе, такими как «Палильос», «Ревенга» или «Эль-Фео-де-Буэндиа».
В 1838 году он был произведен в фельдмаршалы и избран в кортесы. Благодаря его большим военным способностям и либеральным воззрениям, прогрессисты и умеренные хотели, чтобы он вступил в их партии. До 1840 года Нарваэс поддерживал Эспартеро как регента, но потом примкнул к камарилье, стоявшей на стороне королевы-регентши. Исидро Алаикс Фабрегас, доверенный человек Эспартеро, привлёк Нарваэса к участию в неудачной попытке восстания против регента, которое произошло в Севилье в том же году во главе с генералом Фернандесом де Кордовой против правительства герцога Фриаса. После неуспеха мятежа Нарваес сначала укрылся в Гибралтаре и, воспользовавшись назначением в Париже, возглавлял вместе с Кордовой совет оппозиции Эспартеро, так называемый «испанский военный орден», который видел в восстании средства для ликвидации прогрессистской гегемонии в Испании. Он останется во французской столице в течение двух лет.
Вернувшись через год в Мадрид, Нарваэс смог найти общий язык с частью прогрессистов и с их помощью, а также армейских частей, перешедших на его сторону, сверг Эспартеро (лидера партии прогрессистов) в 1843 г. Устранив союзников, Нарваэс возглавил правительство, став фактически диктатором Испании в 1843—1851; глава правительства в 1844—1845, 1847—1851 (с перерывами), 1856—1857, 1864—1865, 1866—1868. Глава партии правых либералов — модерадос (умеренные).
Его правление не было однозначным, так как он то склонялся к умеренному консерватизму с либеральными элементами, то занимал резко клерикальную и антилиберальную позицию. Основными преобразованиями стали налоговая реформа, проведена Алехандро Моном, в 1844 году была создана Гражданская гвардия под командованием герцога Ахумады, Педро Пиделем реорганизовано государственное образование, прекращена продажа церковной собственности, предприняты шаги к административной централизации (закон от 8 января 1845 года), введен суд присяжных (1845 г.), принят новый закон о выборах (1846 г).
В 1847 году отправил войска в Италию с целью восстановить светскую власть папы в Риме. В 1851 году заключил с Римом конкордат. Его правление спровоцировало свержение королевы Изабеллы вскоре после его смерти.
Награждён орденом Андрея Первозванного 12 февраля 1857.
По преданию, во время предсмертной исповеди в ответ на вопрос исповедника, прощает ли он своих врагов, Нарваэс ответил: «Мне некого прощать, я всех моих врагов расстрелял!»